# Kościół Słowo Życia
Kościół Słowo Życia – związek wyznaniowy powstały na bazie początkowo rzymskokatolickiej grupy charyzmatycznej (Ruch Odnowy w Duchu Świętym), zarejestrowanej w 1998 jako niezależny protestancki Kościół Chrześcijański „Miecz Ducha”. Wspólnota reprezentuje Ruch Wiary – nurt neopentekostalny, z którym był związany Ulf Ekman.

## Historia
W 1991 przez Andrzeja Stawikowskiego została założona wspólnota „Emanuel”, działająca w strukturach kościoła rzymskokatolickiego i licząca początkowo 13 członków. W kolejnych latach liczba ta osiągnęła kilkadziesiąt osób. W 1997 wspólnota rozpoczęła funkcjonowanie niezależne od macierzystego kościoła, a 14 stycznia 1998 została zarejestrowana jako samodzielny Kościół Chrześcijański „Miecz Ducha”. Kościół odrzucił nieomylność papieża, doktrynę czyśćca i kult świętych oraz przyjął charakter neo-zielonoświątkowy/charyzmatyczny. Była to jedna z liczniejszych grup w Polsce, które wystąpiły z kościoła rzymskokatolickiego od 1980. W 2007 kościół przyjął nazwę Centrum Chrześcijańskie „Miecz Ducha” w Kaliszu. W 2022 dokonano zmiany nazwy na Kościół Słowo Życia.
W 2005 podawał swą liczebność w wysokości 356 osób, w 2010 – 200, natomiast w 2015 skupiał około 150 wiernych.